# Ralf Fährmann
Ralf Fährmann (Karl-Marx-Stadt, Sajonia, Alemania, 27 de septiembre de 1988) es un futbolista alemán que juega como portero. Actualmente se encuentra sin equipo.

## Clubes
| Club                        | País       | Año       |
| --------------------------- | ---------- | --------- |
| F. C. Schalke 04            | Alemania   | 2007-2009 |
| Eintracht Fráncfort         | Alemania   | 2009-2011 |
| F. C. Schalke 04            | Alemania   | 2011-     |
| Norwich City F. C. (cedido) | Inglaterra | 2019-2020 |
| SK Brann (cedido)           | Noruega    | 2020      |